# Берзин, Ян Карлович
Ян Ка́рлович Бе́рзин (Бе́рзиньш, латыш. Jānis Bērziņš; настоящее имя — Пе́терис Я́нович Кю́зис (латыш. Pēteris Ķuzis); партийные клички — «Павел Иванович» и «Старик»; 13 [25] ноября 1889, хутор Клигене, Яунпилсская волость, Рижский уезд, Лифляндская губерния, Российская империя — 29 июля 1938, Расстрельный полигон «Коммунарка», Московская область, РСФСР, СССР) — советский военный и политический деятель, один из создателей и руководитель советской военной разведки, армейский комиссар 2-го ранга (14.06.1937).

## Биография
Родился в семье батрака-латыша Яниса Кюзе.
Обучался в учительской семинарии в Кулдиге, которая, по его признанию, оставила травму на всю жизнь: «Это была тюрьма для несовершеннолетних в миниатюре, созданная по образцу казармы. Наказания, лицемерие, ложь. Проведенные в семинарии годы воспитали во мне ненависть к школе», — говорил Кюзе.
В 1905 году вступил в РСДРП. Активный участник революции 1905—1907 гг. В возрасте 16 лет вместе с единомышленниками он совершил нападение на карательную экспедицию казаков в Яунпилсском поместье. В 1907 году за убийство полицейского приговорён к 8 годам каторги, но ввиду несовершеннолетия срок сокращён до 2 лет. В 1909 году он возвратился в Ригу, но снова был арестован за революционную деятельность и в 1911 году сослан в Иркутскую губернию, откуда бежал в 1914 году с подложными документами на имя Яна Карловича Берзина.
Во время Первой мировой войны призван в армию, откуда дезертировал. Работал слесарем на заводах Петрограда. Активно участвовал в Февральской революции. Летом 1917 года — редактор латышской газеты «Пролетариата Циня» (Proletariata cīņa — «Борьба пролетариата»).
Во время Октябрьской революции член партийного комитета в Выборгском районе и член Петроградского комитета РСДРП(б). Участвовал в штурме Зимнего дворца. С декабря 1917 года работал в аппарате ВЧК РСФСР.

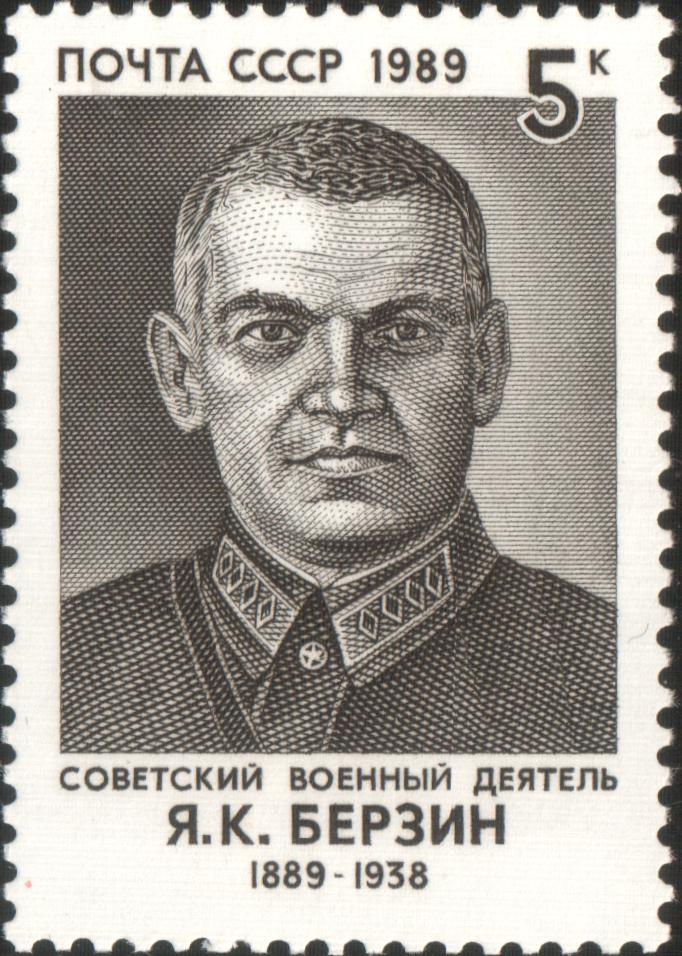
Я. К. Берзин на марке СССР

В январе — мае 1919 года — заместитель наркома внутренних дел Советской Латвии.

### В военной разведке
В декабре 1920 года, когда советский проект в Латвии завершился, переведён на службу в Разведуправление РККА. До него на посту руководителей военной разведки тоже были латыши: Янис Ленцманис и Арвид Зейботс. Ещё в начале 1919 года из 89 агентов разведуправления Красной армии около половины были латышами или эстонцами.
В марте 1924 — апреле 1935 года Берзин — начальник 4-го (разведывательного) управления штаба РККА, фактически он создал систему военной разведки СССР. В период, когда он руководил службой, в ней стали работать Рихард Зорге, Лев Маневич, Леопольд Треппер, руководитель работавшей в Германии подпольной группы «Крона» Ян Черняк, Кристап Салниньш, резидент в США Альфред Тылтыньш, один из участников операции «Трест» Янис Крикманис, мастер диверсионного дела Артур Спрогис.
4-е управление РККА «искало культурных людей с интеллектуальными особенностями, знанием языков, способностью стратегически думать и внимательно отслеживать», писал в книге Fear of Mirrors британский журналист Тарик Али. Берзин создал систему контрразведки в РККА, опираясь на зарубежных агентов. «Редко какое государство XX века может гордиться столь надёжной группой агентов, связанных дисциплинированным идеализмом и уверенностью, что они работают, чтобы изменить мир», — добавляет латышский журналист Янис Зверс.
Пользуясь собранными данными, Берзин в конце 1920-х годов выпустил под псевдонимом вместе со своим подчинённым брошюру о предстоящей войне, в которой предсказал, что война может начаться без формального объявления, будет «войной моторов» и будет носить затяжной характер, а для победы над врагом понадобится напряжение всех сил страны.
Агенты военной разведки сыграли большую роль в обеспечении победы над фашизмом и развитии советской оборонной промышленности. Учёный и музыкант Лев Термен в США был в контакте с будущим президентом Дуайтом Эйзенхауэром и будущим руководителем ядерной программы Лесли Ричардом Гровсом. Советские резиденты в США не только получили документацию о новейшем танке Джона Уолтера Кристи Christie M1936, но и смогли вывезти его в СССР под видом трактора, демонтировав башню. Как почтовый самолёт был переправлен в Советский Союз и новый двухместный бомбардировщик «Валти» V-11 (в СССР БШ-1).
Лев Маневич в Италии смог добыть чертежи и протоколы испытаний новых бомбардировщиков, истребителей, подводных лодок, 37-миллиметровой пушки и другую военно-техническую информацию.
Павел Стучевский создал агентурную сеть во Франции, охватывавшую порты Марселя, Тулона, Сен-Назера, чтобы получать данные о подводных лодках и торпедном вооружении. В Лионе его агенты смогли скопировать чертежи нового военного самолёта.
Подчинённых Берзина арестовывали в Германии, Дании, Финляндии. В декабре 1931 года в Вене была задержана группа разведчиков во главе с резидентом Константином Басовым (настоящее имя Ян Янович Абольтынь), который установил радиостанцию для приёма сообщений агентов из Центральной Европы и передачи их в Москву. Арестованные на допросах признались, что выполняли задания не только СССР, но и Германии. Их спасло вмешательство офицера абвера Вильгельма Протце, который по просьбе советского агента Василия Дидушка примчался в Вену и добился выдворения арестованных из Австрии. В 1932 году Басова встречали в Москве, как героя, однако в 1938 году обвинили в шпионаже и расстреляли.
Летом 1933 года Берзин предложил начальнику политической разведки ОГПУ Артуру Артузову укрепить связи с германским абвером через связь Протце с Дидушком ввиду прихода к власти Гитлера. Дидушок незамедлительно был отозван из-за границы. 2 сентября 1933 года он был приговорён Коллегией ОГПУ по статье 58-6 Уголовного кодекса РСФСР к расстрелу с заменой на 10 лет исправительно-трудовых лагерей.
26 января—10 февраля 1934 года делегат XVII съезда ВКП(б) с совещательным голосом.
Берзин подал рапорт об освобождении от должности после копенгагенского провала «совещания резидентов» в Дании в феврале 1935 года (были схвачены сразу четыре ответственных работника центрального аппарата разведки), который указывают как претендующий на крупнейший провал за всю историю советских спецслужб.
С апреля 1935 по июнь 1936 — заместитель командующего войсками самой крупной в РККА Особой Краснознамённой Дальневосточной армии (числился заместителем командующего ОКДВА до повторного назначения начальником Разведупра РККА).
С октября 1936 годах в течение 9 месяцев был главным военным советником в армии республиканцев во время гражданской войны в Испании под именем «генерала Гришина», его донесения в центр уходили с подписью «Доницетти» (сдал дела комдиву Григорию Штерну). За работу в Испании удостоен ордена Ленина.
В конце мая 1937 года вернулся в СССР и вновь занял пост начальника Разведуправления. ЦИК и Совнарком утвердили его в звании армейского комиссара 2-го ранга. 1 августа 1937 года снят с поста начальника Разведуправления с направлением в распоряжение Наркома обороны СССР.
Арестован 27 ноября 1937 года по обвинению в «троцкистской антисоветской террористической деятельности» в рамках «дела „Латышского национального центра“». Расстрелян 29 июля 1938 года на полигоне «Коммунарка». Реабилитирован 28 июля 1956 года (посмертно).

## Семья
- Дочь — Галина Яновна Берзина[источник не указан 1824 дня].
- Первая жена — Елизавета Константиновна Нарроевская, сестра одного из сотрудников ГРУ, С. К. Нарроевского[12][13].
  - Сын — Андрей Павлович Берзин (1921, Москва—1942?), призван в РККА 4 ноября 1941 года, проходил службу в п/я 26/10 г. Канаш Чувашской АССР, адрес во время войны почтовая станция № 1599, 30 СБ, литера «Д» (на запросе матери резолюция военкома от 3 февраля 1956 года «считать возможным учесть пропавшим без вести с марта 1942 года»[14]), по другим сведениям воевал в составе 201-й Латвийской стрелковой дивизии и погиб на фронте[3].
- Вторая жена (с 12 июня 1937[9]) — Аврора Индапесеевна Санчес (1917—2013), испанка, приехала к Берзину из Испании 3 июня 1937[15].

## Адреса в Москве
- год? — улица Серафимовича, дом 2, кв. 177[источник не указан 1824 дня] (т. н. Дом на набережной)
- 1937 — там же, кв. 153[9]

## Награды
- орден Ленина (1937);
- 2 ордена Красного Знамени (19.., 20.02.1928[16]);
- Орден Красной Звезды.

## Память
- пограничный сторожевой корабль проекта 745 «Ян Берзин» Краснознамённый северо-западный пограничный округ, затем Краснознамённого Дальневосточного пограничного округа пограничных войск СССР (введён в строй в 1980 году)[17].